# Classe Condell
La classe Condell era una classe di fregate missilistiche composta da due unità, in servizio con la marina militare cilena a partire dal 1973 e dismesse nei primi anni 2000, quando entrambe furono vendute all'Ecuador; si trattava di una versione modificata della classe Leander britannica.

## Storia
Nel 1969, durante il governo di Eduardo Frei Montalva, il Cile ordinò la costruzione di due nuove fregate ai cantieri inglesi. Le fregate erano del tipo del Lotto II con delle modifiche dietro richiesta cilena. Le unità cilene erano più corte di tre metri rispetto alle sorelle inglesi e non ebbero il mortaio Mk 10 Limbo per permettere l'ampliamento del ponte di volo per un elicottero Bell 206. Venne rimosso il sonar filabile e venne installata una batteria di 4 missili, MM-38 Exocet.
La costruzione delle due unità avvenne nei cantieri Yarrow di Glasgow in Scozia. La costruzione della Almirante Condell iniziò nel 1971, il varo il 12 giugno 1972 e venne consegnata ai cileni il 21 dicembre 1973, raggiungendo la sua base operativa di Valparaíso il 2 settembre 1974. La costruzione della Almirante Lynch iniziò nel dicembre 1971, il varo il 6 dicembre 1972 e, consegnata ai cileni il 25 maggio 1974, dopo aver trascorso un periodo di addestramento con la Royal Navy, raggiunse Valparaíso il 14 febbraio 1975.
Tra le attività da menzionare, la partecipazione nel 1978 al dispiegamento nel canale di Beagle per la crisi con l'Argentina.
All'inizio degli novanta le due unità vennero modernizzate nei cantieri cileni. Tra le modifiche, l'ampliamento dell'hangar e il rinforzo del ponte di volo per l'elicottero Cougar e l'installazione di missili antinave MM-40 Exocet con 70 chilometri di gittata.
In seguito, il sistema Sea Cat, ormai obsolescente, venne sostituito nel 2001 sull'Almirante Lynch con il sistema Phalanx e venne installato il Sistema di Controllo SIS-DEF SP-100, di fabbricazione cilena. L'Almirante Condell ricevette le stesse modifiche nell'agosto del 2005.

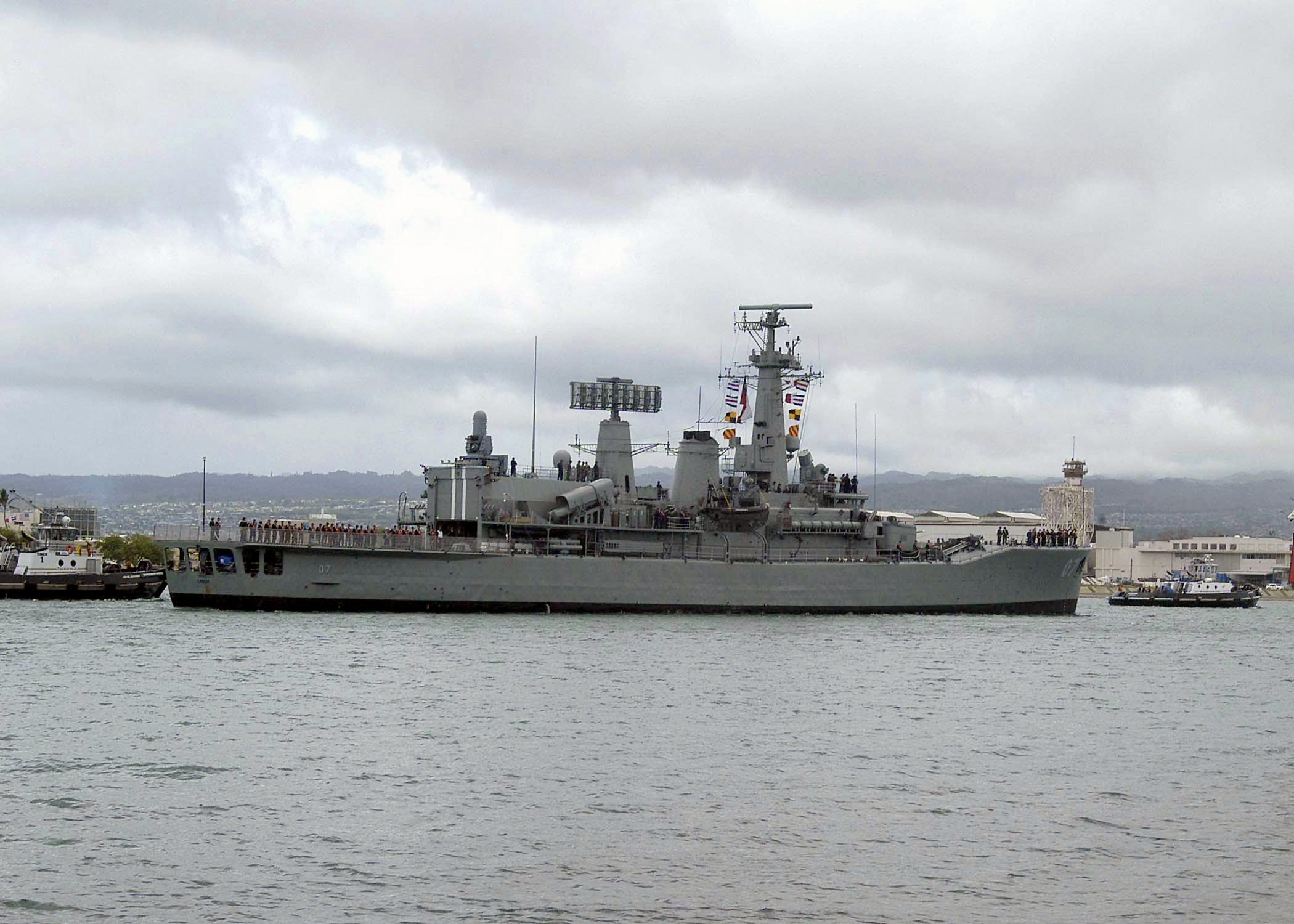
La fregata Almirante Lynch nel 2004 durante l'esercitazione UNITAS

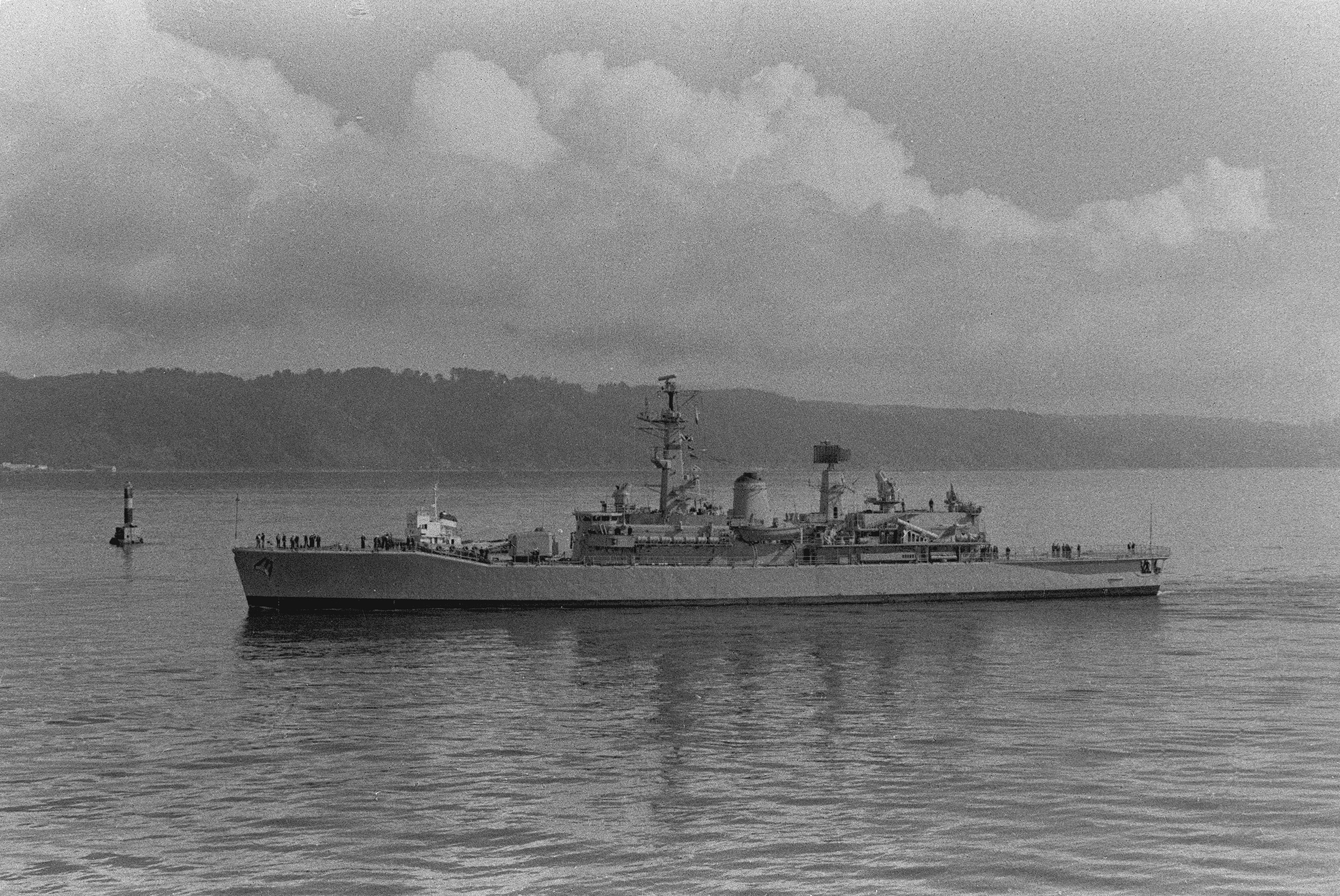
La fregata cilena Almirante Condell

### Le unità del Lotto III
Nei primi anni '90, contemporaneamente alla modernizzazione delle Leander in servizio, il Cile acquistò dal Regno Unito alti due Leander del Lotto III la HMS Achilles e la HMS Ariadne, che vennero ribattezzate rispettivamente Ministro Zenteno (PFG-08) e General Baquedano (PF-09) per sostituire due cacciatorpediniere classe Sumner, il Ministro Zenteno e il Ministro Portales posti in disarmo.
Il Baquedano giunse a Valparaiso nel giugno 1992, mentre il Zenteno a causa del cattivo stato di manutenzione, giunse in Cile a bordo de un bacino galleggiante. Nel 1997 sul Zenteno venne sostituito il sistema Sea Cat con quattro MM-38 Exocet provenienti dal cacciatorpediniere Almirante Williams, conferendo così all'unità capacità antinave, modifiche già effettuate sul Baquedano

### Destino
Nel 1998 il Baquedano fu il primo ad essere posto in riserva, per poi essere affondato come bersaglio navale nel 2004.
Nel 2006 ad essere posto in riserva è stato il Zenteno.
L'Almirante Lynch, ritirato dal servizio attivo a ottobre 2006, è stato posto in disarmo il 4 luglio 2007, mentre l'Almirante Condell e andato in disarmo l'11 dicembre 2007. Per il Lynch e il Condell è stata disposta la vendita all'Ecuador e la stessa sorte potrebbe toccate al Zenteno.